# John Christopher Smith
John Christopher Smith, nascut Johann Christoph Schmidt (Ansbach, Alemanya, 1712 – Bath, Somerset, Anglaterra, 3 d'octubre de 1795) fou un compositor anglès de finals del Barroc i principis del Classicisme.
Fill d'un amic de la infància de Handel, aquest se l'emportà amb ell a Londres i fou el seu mestre. A Londres estrenà la seva primera òpera Terawinta (1732), i quan Handel es quedà cec, dictà a Smith les seves composicions i es va fer substituir per ell al piano i l'orgue. Després de la mort del mestre continuà durant algun temps les grans audicions dels seus oratoris.
Smith va compondre moltes òperes, entre elles, a més de la mencionada: 
- Ulyses (1733);
- Rosalinda (1739);
- Dario (1746)
- Issipile (1746);
- Ciro riconosciuto, The Fairies (1756);
- The Tempest (1756);
- Medea.

També va compondre els oratoris Paradise Lost (1758); David's lamentation over Saul and Jonatham; Nabal, i Gedeon; Daphné, pastoral; diverses cantates; sonates per a clavecí, i música d'església.